# Saluzzo
Saluzzo (Salusse in piemontese) è un comune italiano di 17 622 abitanti della provincia di Cuneo in Piemonte.
Capitale per oltre quattro secoli, dal 1142 al 1548, del marchesato a cui diede il nome, è un borgo medievale del Piemonte e sede vescovile. Situata ai piedi del gruppo montuoso del Monviso, allo sbocco delle valli Po, Bronda e Varaita, è sede del Parco del Monviso.
Dal 1º gennaio 2019 ha incorporato il comune limitrofo di Castellar.

## Storia
All'epoca romana risale il culto del patrono cittadino, san Chiaffredo, un soldato della legione tebea martirizzato in Piemonte nel III secolo, e le cui le reliquie furono traslate a Saluzzo soltanto nel XVII secolo. Della città chiamata Saluzzo non si conosce la data esatta di fondazione. I ritrovamenti archeologici ci informano del fatto che nel territorio furono presenti insediamenti romani ed in seguito longobardi: presso la cappella di San Dalmazzo, sulla collina a metà strada fra Saluzzo e Manta fu trovata nel XIX secolo l'"epigrafe di Simplicio", epigrafe funebre di tale Simplicio, morto nel 645 e conductor (conduttore) di un fondo d'origine romana. Questa epigrafe potrebbe indicare la presenza di un primitivo insediamento legata alla fase più arcaica della cristianizzazione della regione, indicata dall'intitolazione della cappella a san Dalmazzo detta in montensis, probabilmente fondata dai monaci dell'abbazia di San Dalmazzo (la cui presenza è indicata fin dal 1020 come dipendente dalla Pieve di Santa Maria). La denominazione viene dal bisogno di distinguerla da un'altra omonima cappella detta in campanea, ovvero in pianura, sorta sulla strada fra Saluzzo e Cardè, esistente probabilmente già nel IX secolo e oggi scomparsa.
Altra testimonianza della diffusione del Cristianesimo si può trovare nella presenza del monastero benedettino, oggi non più esistente, legato all'opera di sant'Eusebio (IV secolo) presso la frazione di Colombaro dei Rossi, legato all'abbazia di Santa Maria di Cavour e definito come basilica in un documento del 1020.
Lo storico locale Delfino Muletti ricostruisce quello che accadde in seguito all'arrivo dei Franchi, quando il Saluzzese fu sottoposto alla contea di Auriate e governato da un certo Rodolfo, il cui successore fu un altro nobile franco, Roggero, che lasciò a sua volta la contea al figlio, Arduino Glabrione. Il nipote di Arduino, Olderico Manfredi, fu anche marchese di Torino e proprio in un suo documento del 1028 (fondazione dell'abbazia di Caramagna) troviamo citato per la prima volta il castello di Saluzzo, detto Castel soprano, sorto sulla sommità della collina e distrutto in un assedio nel 1363. Dopo alterne vicende, diventò signore del territorio Bonifacio del Vasto (pronipote di Olderico Manfredi), il cui figlio Manfredo fu il primo marchese di Saluzzo.
A quell'epoca non esiste ancora un centro urbano.Si formano piccoli insediamenti sparsi attorno ai luoghi di potere e di culto della zona: oltre al Castel soprano, con l'annessa cappella di San Siro (ricordata in un documento del 1203) e cui succedette un'altra chiesa dedicata a san Lorenzo (oggi ancora esistente e già ricordata nel 1192) e le già menzionate abbazia di Colombaro dei Rossi e le cappelle di san Dalmazzo, importanti furono anche la chiesa di San Martino (XII sec.) e soprattutto la pieve di Santa Maria, attestata la prima volta nel 1017, dipendente dalla prevostura di Santa Maria di Testona e da cui dipendevano, oltre le già citate cappelle anche quelle di San Nicola (sulla strada per Pagno), San Michele e Santa Caterina.
Da quel momento, Saluzzo acquistò potere in quel che sarebbe diventato, alla fine dell'XI secolo, il prestigioso marchesato omonimo. Da allora, una dinastia di quattordici marchesi si succederà alla guida del piccolo Stato di confine mantenendo, anche grazie ai legami politici con la vicina Francia e con il Marchesato di Mantova, la propria autonomia politica e giungendo perfino a contendere con i Savoia il predominio dello stesso Piemonte.
Dal 1142, con Manfredo, figlio del marchese Bonifacio di Savona, ebbe inizio una dinastia marchionale che portò la piccola curtis a diventare una fiorente capitale. Il Marchesato raggiunse l'apice della propria fortuna nel XV secolo, sotto i successivi governi di Ludovico I e Ludovico II quando alla prosperità economica corrisponde il crescente splendore di arti e lettere. Nel 1511 Margerita di Foix, vedova di Ludovico II, ottiene da papa Giulio II l'istituzione della diocesi. In questi anni, nel borgo di Saluzzo, distribuito a ventaglio sulla collina e racchiuso da una cerchia di mura, furono costruite le dimore rinascimentali dell'aristocrazia locale e, subito fuori dalle mura, il duomo, che ripropone forme medievali, a simboleggiare l'antichità della dinastia. Al massimo della sua espansione, il controllo si estendeva su una vasta sezione dell'arco alpino occidentale, con le valli Po, Varaita, Maira, Grana e Stura, alle quali concesse ampie autonomie, come nel caso dell'Alta Val Mayra a monte di San Damiano Macra. Tra i suoi domini in pianura invece, figuravano Carmagnola, Isolabella e Valfenera, mentre sulle Langhe facevano parte del nobile marchesato i castelli e borghi di Castiglione Falletto, Lequio Berria, Dogliani con Belvedere, Roddino, Cissone e Bonvicino, quindi Marsaglia, Mombarcaro e Camerana.
Nel corso del XII e XIII secolo si formò il primo centro urbano, quello che oggi è il centro storico. Esso si estende a ventaglio sulla collina e si divide in tre grandi quartieri: borgo Valoria (secondo il Muletti deriva da Vallatoria, termine tardo-latino per indicare delle fortificazioni su un pendio), borgo di Mezzo e borgo san Martino (per la vicinanza dell'omonima chiesa). Per proteggere il nuovo insediamento vennero costruite fra il 1271 e il 1286 un primo giro di mura che si raccordavano nel nuovo castello dei marchesi, la Castiglia, voluto da Tommaso I. Seguendo l'andamento est-ovest vennero aperte sei porte nelle mura: del Castello, dell'ospedale (per la vicinanza di un ospizio a servizio dei viaggiatori e dei mendicanti voluto da Federico I), dei Mondagli (dal nome di una famiglia che qui vicino aveva la residenza, strutturata su un cortile interno e abbattuta nel 1890, qui si svolgevano alcuni mercati e venivano affissi i bandi), Fia (dal nome di una famiglia che qui abitava e che aveva nello stemma un albero di fico, anche qui venivano affissi i bandi), Gaifera e Pisterna. Per proteggere la nuova espansione urbana venne costruita nel 1379-80 un secondo cerchio di mura. In esso vengono aperte tre porte: Santa Maria (per la vicinanza dell'omonima pieve), Vacca (dal nome di una famiglia nobile che qui vicino risiedeva) e San Martino. I tre borghi precedenti si allargano e vengono suddivisi ulteriormente in superiore e inferiore. Nella parte alta si concentrarono i palazzi della nobiltà legata ai marchesi e i principali edifici di governo, nella parte bassa si concentrarono le abitazioni della gente comune e le principali attività economiche tra cui si possono annoverare i diversi mulini, esistenti fin dal XII secolo e usati fino al XX secolo che utilizzando l'acqua di un canale deviato dal rio Torto (e che scorre tuttora nel basso centro storico) erano le principali fonti di ricchezza dei marchesi.
Il 29 ottobre 1511, con la bolla pontificia Pro Excellenti di papa Giulio II Della Rovere, Saluzzo venne elevata a diocesi. Fu un evento storico molto atteso e di grande rilevanza per la capitale del marchesato; il primo vescovo di Saluzzo fu monsignor Giovanni Antonio Della Rovere che fu anche nominato Gran Priore dell'Ordine degli Ospitalieri Gerosolimitani. 
Fatale fu la mancata conquista del vicino libero comune di Savigliano, alleato dei Savoia e del Marchesato del Monferrato, altrettanto importante, e che venne invece annesso al Ducato di Mantova. La sua acquisizione avrebbe potuto contenere l'espansionismo sabaudo nel Basso Piemonte. Dunque, la figura politica dei suddetti marchesi perse d'importanza, fin ad assoggettarsi a Francesco III Gonzaga. La progressiva perdita d'indipendenza, ridusse Saluzzo a periferico borgo a partire dalla seconda metà del XVI secolo. Indebolito da lotte intestine tra i discendenti di Ludovico II, nel 1548 Saluzzo fu annesso alla Francia di Enrico II di Valois, con la deposizione dell'ultimo marchese Gabriele Ludovico. Approfittando delle guerre intestine che imperversavano nella Francia del cugino Enrico III, al finire del 1588 il Duca Carlo Emanuele I di Savoia occupò militarmente il marchesato, ancora soggetto alla protezione francese. L'anno successivo, il nuovo re di Francia (già re di Navarra fino al 1589), Enrico IV, gli intimò la restituzione del territorio, ma Carlo Emanuele I si oppose, iniziando una guerra contro i francesi. La maggior parte delle battaglie si svolsero in Alta Val Susa e in Val Chisone, ma non durarono molto e si conclusero il 2 maggio 1598 con la cosiddetta pace di Vervins. A mitigare le successive dispute interverrà anche papa Clemente VIII ma, col Trattato di Lione del 1601, Carlo Emanuele I ottenne il dominio del marchesato, annettendolo ai domini di casa Savoia e perdendo il Bugey, che passò al regno di Francia..
Nel 1690, dopo aver sconfitto Vittorio Amedeo II a Staffarda, Nicolas de Catinat de la Fauconnerie occupò nuovamente Saluzzo, ma fu soltanto una breve parentesi; ben presto la città e il suo territorio rientrarono nell'ambito dei domini sabaudi. Con una nuova occupazione francese nel 1798, Saluzzo divenne la sede della Sottoprefettura del Dipartimento della Stura. Poi, a seguito della caduta dell'Impero francese con la restaurazione da parte dei Savoia nel 1814, Saluzzo divenne capoluogo di provincia fino al 1859, anno in cui il titolo passò a Cuneo.
Fino al XVIII secolo la città rimase essenzialmente limitata al nucleo medievale. Oltre si estendevano orti suburbani, campi e pochi edifici come cascinali, ma soprattutto il duomo. Tra XVII e XVIII secolo, nel borgo di San Martino fu costruito ed ingrandito ad opera dei Savoia il quartiere militare dopo la definitiva acquisizione della città nel 1601, complesso che ospitò reparti di cavalleria sabaudi fino alla Grande Guerra. Nel corso del 700 furono realizzati inoltre l'ospedale sulla "via antica per Savigliano" e il grande isolato di edifici intervallato da cortili che si estendeva dalla cattedrale alla via per Torino e che delimitava la Contrada della Rubattiera, oggi Corso Italia (da rubat, cilindro scanalato in legno mosso da buoi o cavalli e usato durante la battitura collettiva del grano). In questo lasso di tempo vengono costruiti il convento e il collegio dei Gesuiti, nell'antico paschero pubblico del Borgo superiore di mezzo tra i due cerchi di mura (1711, oggi municipio) e diverse chiese nella parte bassa (S. Nicola completata nel 1662, Croce Nera nel 1761, Santa Maria della Stella a inizio '700).
Nel 1859, con il decreto Rattazzi che riorganizzava la struttura amministrativa del Regno sabaudo, in seguito all'annessione del Regno lombardo-veneto, Saluzzo divenne capoluogo di circondario (uno dei quattro in cui era suddivisa la provincia di Cuneo) a suo volto suddiviso in 14 mandamenti. Esso copriva oltre al Saluzzese storico, ad eccezione del Val Maira, anche Savigliano e Racconigi. La città rimase capoluogo fino al 1926, quando il circondario fu soppresso e confluì in quello di Cuneo. Persa molta dell'importanza strategica che aveva avuto nei secoli, la città rimase nel corso del XIX e XX secolo un tranquillo centro di provincia. Conobbe una relativa industrializzazione, limitata peraltro al settore tessile e rimanendo esclusa dalle principali rivendicazioni operaie di fine '800. Fu infatti casaforte di esponenti politici filo-giolittiani. Lontana dai fronti della prima guerra mondiale, che la città pagò con 209 caduti, fu però centro di arrivo di numerose famiglie profughe o allontanate perché sospette alle autorità militari, provenienti specialmente dalla Valli Judicarie (comuni di Condino e Brione) e dalla Val Sugana (Scurelle,Samone e Spera), in Trentino. Tra il 1915 e il 1919 la città ospitò tra le 1000 e le 2500 persone. Il primo dopoguerra, a differenza di altri centri più industrializzati della provincia fu poco turbolento. Nonostante un aumento degli operai per l'impiego nelle industrie belliche, la città conobbe pochi episodi di mobilitazione, scioperi ed occupazione, nonostante l'attivismo della sezione socialista locale. Durante il fascismo, dal 1927 al 1944 il sindaco fu sostituito da un podestà.
Solo nel corso del XIX secolo la città oltrepasso i confini medievali:
- negli anni'50 fu costruita la stazione ferroviaria con la ferrovia per Savigliano (1857) e la piazza antistante (oggi piazza Cavour)
- negli anni '80 fu costruita la stazione della tramvia, perno dell'estesa rete tranviaria del saluzzese: Saluzzo-Busca-Cuneo, Saluzzo-Torino/ Carmagnola, Saluzzo-Revello-Paesana, Saluzzo-Pinerolo

Alla fine del 1938 la piccola comunità ebraica di Saluzzo contava 45 membri. Negli anni della seconda guerra mondiale, tra il 1940 e il 1943, giunsero a Saluzzo in internamento libero 28 profughi ebrei (incluse famiglie con bambini: una neonata, figlia di internati, nacque in paese il 13 luglio 1942). Dopo l'8 settembre 1943, con l'occupazione tedesca, il gruppo degli ex-internati prontamente si disperse. Alla fine tutti gli ex-internati riuscirono a salvarsi (alcuni trovando rifugio in Svizzera, altri rimanendo nascosti in zona, altri dirigendosi verso Sud incontro all'esercito alleato). Per gli ebrei residenti (o sfollati) a Saluzzo invece la sopravvivenza fu precaria: 28 di loro saranno arrestati a Saluzzo e deportati ad Auschwitz.

## Geografia fisica

### Territorio
(Silvio Pellico)
Saluzzo abbraccia un vasto territorio, dando l'ingresso alla Valle Po in provincia di Cuneo, la valle che porta al Monviso e alle sorgenti del fiume Po. Un po' più a sud, Saluzzo dà anche l'ingresso alla Val Varaita. Tuttavia, essendo già in una zona semi-pianeggiante, non fa parte delle relative comunità montane.
A nord invece, Saluzzo confina con Cardè, Torre San Giorgio, Moretta e Scarnafigi. A est confina con Lagnasco, mentre a sud con Manta, a ovest con Revello e Pagno.
Dal punto di vista storico e culturale, Saluzzo rappresenta un tipico esempio di architettura medievale piemontese conservando, stretta nel circuito delle antiche mura, le caratteristiche di diverse epoche. Capitale per ben quattro secoli di un marchesato indipendente, le numerose testimonianze del suo nobile e ricco passato ne confermano il ruolo di città d'arte. 
Oltre che ad alcuni nobili marchesi, Saluzzo ha dato il natale a molte personalità, tra le quali lo scrittore Silvio Pellico e il tipografo Giovanni Battista Bodoni, e in tempi più recenti, il generale Carlo Alberto dalla Chiesa, ucciso dalla mafia nel 1982.

Nel 2017 il quotidiano statunitense USA Today ha inserito Saluzzo tra le undici località italiane da visitare prima che siano scoperte dalla grande massa del turismo.

### Clima
Saluzzo ha un clima tipicamente continentale, con poca foschia e nebbia nei mesi autunnali e invernali, precipitazioni a carattere nevoso in inverno e miti temperature in primavera. Particolarmente calda l'estate, mitigata però dall'aria fresca proveniente dal Monviso.
In base ai dati forniti dalla locale stazione meteorologica, la temperatura media del mese più freddo (gennaio) si attesta a +1,1 °C; quella del mese più caldo (luglio) è di +21,8 °C.

## Origini del nome
Le prime notizie certe si hanno in merito a reperti d'epoca romana; tuttavia, si hanno forti ipotesi di antichi insediamenti celto-liguri.
A tal proposito, il toponimo potrebbe derivare da Saliis, nome dato dagli antichi romani intorno al II secolo a.C. a una preesistente popolazione ligure delle Alpi Marittime (chiamati anche Capillati). Alla tribù, fu poi aggiunto il termine germanico-longobardo hutzen, "capanne". Altre ipotesi lo farebbero derivare dalla curtes padronale longobarda (VI secolo circa), chiamata nella loro lingua sala, salucula. Altre ipotesi ancora lo farebbero derivare da acquae salutiarum, in riferimento a una fonte termale non ben precisata (forse lo stesso vicino fiume Po).

## Monumenti e luoghi d'interesse

### Duomo

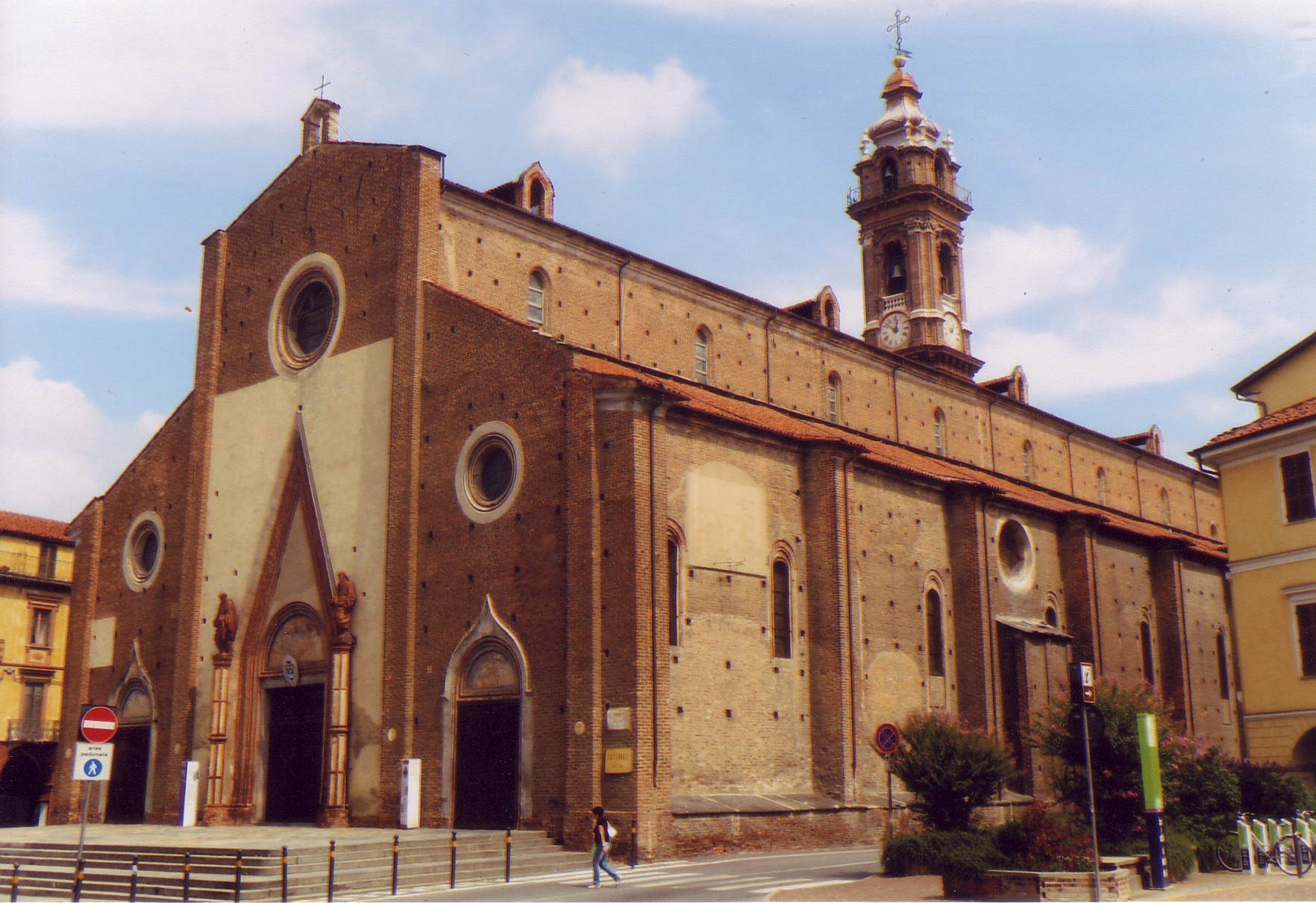
Il duomo

La cattedrale di Saluzzo, altresì nota come Duomo, dedicato a Maria Vergine Assunta, si distingue per le sue forme tardo-gotiche; costruito fuori dalle mura appena oltre Porta Santa Maria tra il 1491 ed il 1501, fu sede vescovile a partire dal 1511. La facciata è in mattoni a vista, ornata da tre portali sormontati da ghimberghe in terracotta che ospitano statue degli apostoli (portale centrale), mentre sopra i laterali vi sono il patrono San Chiaffredo e San Costanzo. L'interno presenta una copertura composta da volte a crociera, mentre di grande impatto è l'altar maggiore barocco con undici statue lignee di Carlo Giuseppe Plura e collaboratori. Nella navata centrale si può ammirare un prezioso crocefisso ligneo trecentesco. A sinistra dell'altare maggiore c'è la cappella del SS. Sacramento, con un polittico dell'artista fiammingo di origini francesi Hans Clemer, meglio noto come Maestro d'Elva.

### Chiesa di San Giovanni

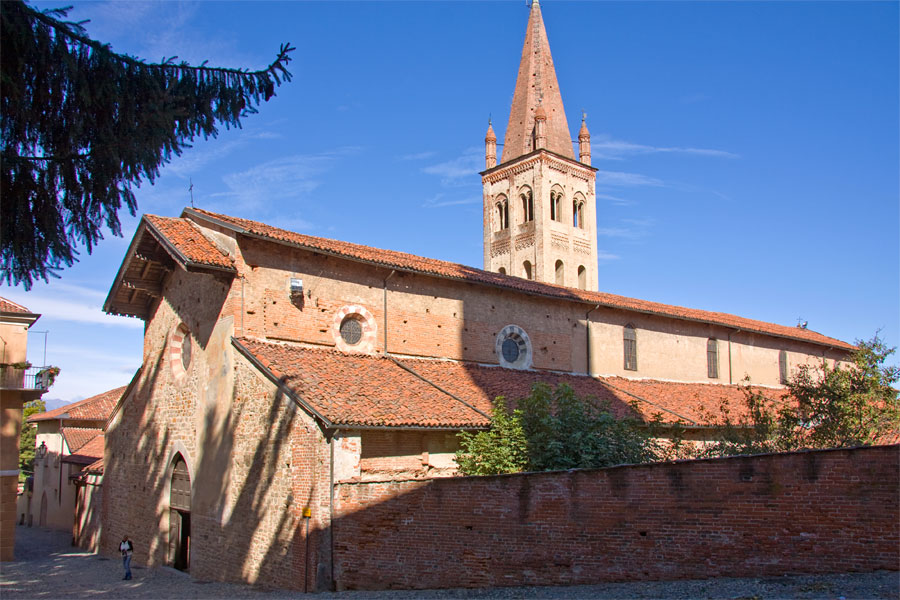
Chiesa di San Giovanni

Questo esempio di costruzione gotica fu la chiesa principale della città fino al 1501. Inserita nel contesto architettonico medievale del borgo antico, fu sede dei domenicani dal 1325 e, nel corso dei secoli, subì numerosi rimaneggiamenti.

### Chiesa di San Bernardo
Di origine trecentesca quale semplice cappella, la chiesa fu ampliata nel Quattrocento, anche con l'aggiunta dell'abside poligonale e del campanile. Dopo l'insediamento dell'ordine dei minori, la chiesa ebbe un'importante ristrutturazione tra la fine del Cinquecento e l'inizio del Seicento da Francesco Vincenzo Della Torre e, dopo un crollo, le navate furono ricostruite nel 1766-1767.

### La Castiglia

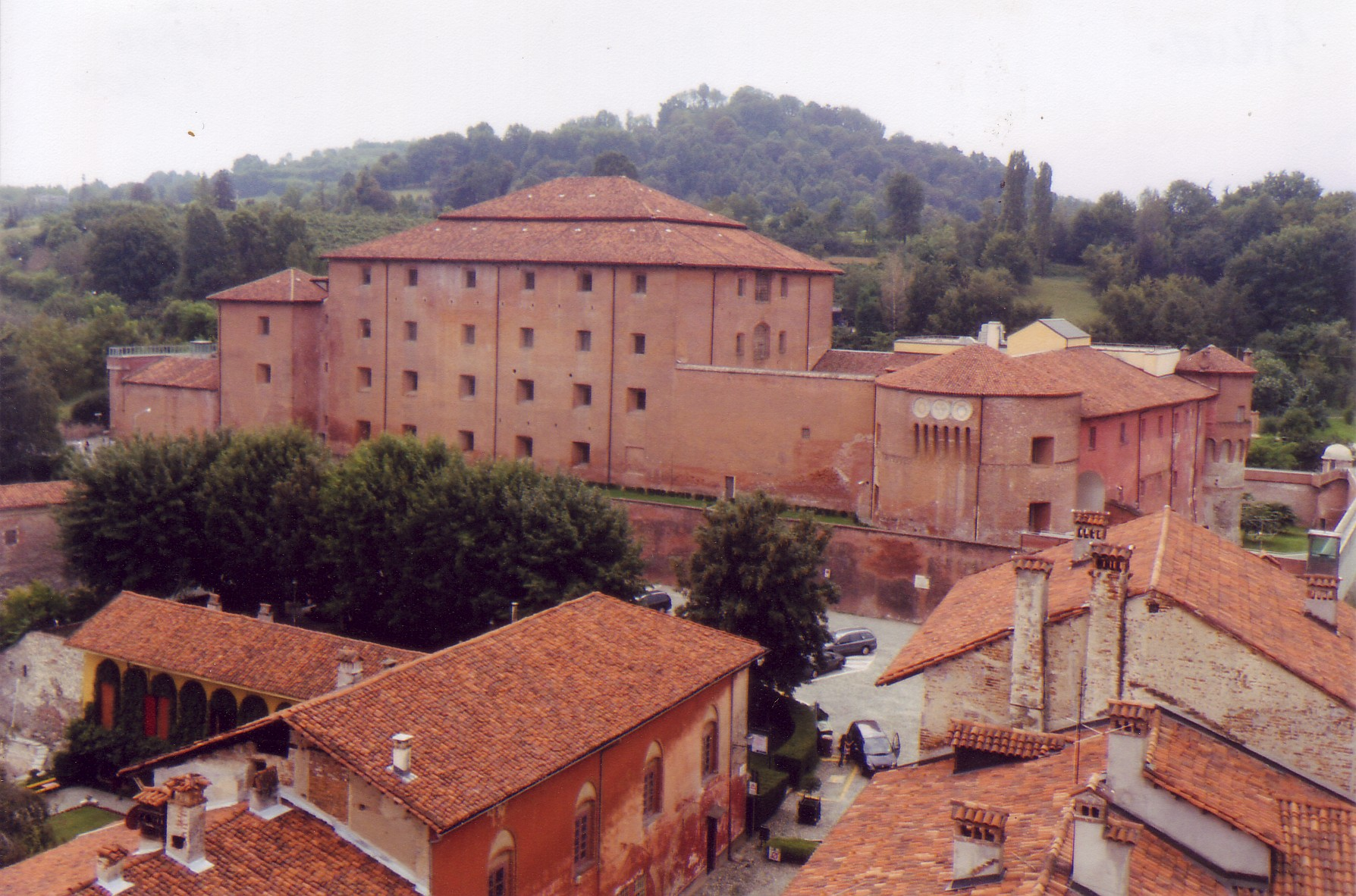
La "Castiglia"

La Castiglia fu la residenza fortificata dei Marchesi di Saluzzo, dinastia secolare che giunse a contendere ai Savoia il dominio del Piemonte. Edificato inizialmente come roccaforte dal marchese Tommaso I tra il 1271 e il 1286 insieme al primo sistema di mura cittadine per sostituire l'antico Castel Soprano, il castello viene ampliato nel corso dei secoli, dotandolo nel tempo di ben quattro torri, bastioni, ponte levatoio e fossato.
Nel corso del XV secolo, a seguito di un favorevole periodo di pace e prosperità, viene trasformato in dimora signorile dal marchese Tommaso III e dal nipote Ludovico II. Nella seconda metà del Cinquecento la Castiglia, estinta la dinastia marchionale, vede un primo declino divenendo sede del presidio militare, nonché sede di autorità governative, ricovero di malati e temuta prigione.
A partire dal 1825, da abbandonata rovina romantica decantata da artisti e poeti, viene riconvertito a carcere, funzione che conserverà fino al 1992. I lavori necessari all'adattamento alle nuove esigenze comporteranno una radicale trasformazione della struttura, con la distruzione di molte decorazioni originali.
Dal 2002 l'agenzia del demanio l'ha concessa in comodato al comune di Saluzzo che ha intrapreso un'impegnativa opera di restauro finalizzato a un pieno riutilizzo culturale e sociale. Dove sorgevano gli antichi bastioni vi è ora un'ampia area verde atta ad ospitare spettacoli ed eventi culturali all'aperto. Il vecchio percorso di ronda dell'ex carcere lungo la cinta muraria consente invece di percepire la Castiglia nella sua interezza.

Dal 2014 la Castiglia è sede di due musei: il Museo della Civiltà Cavalleresca ed il Museo della memoria carceraria (primo museo italiano interamente dedicato alla storia del carcere nell'età moderna).
La Castiglia è inserita nel sistema storico-museale dei "Castelli Aperti" del Basso Piemonte.

### Torre Civica

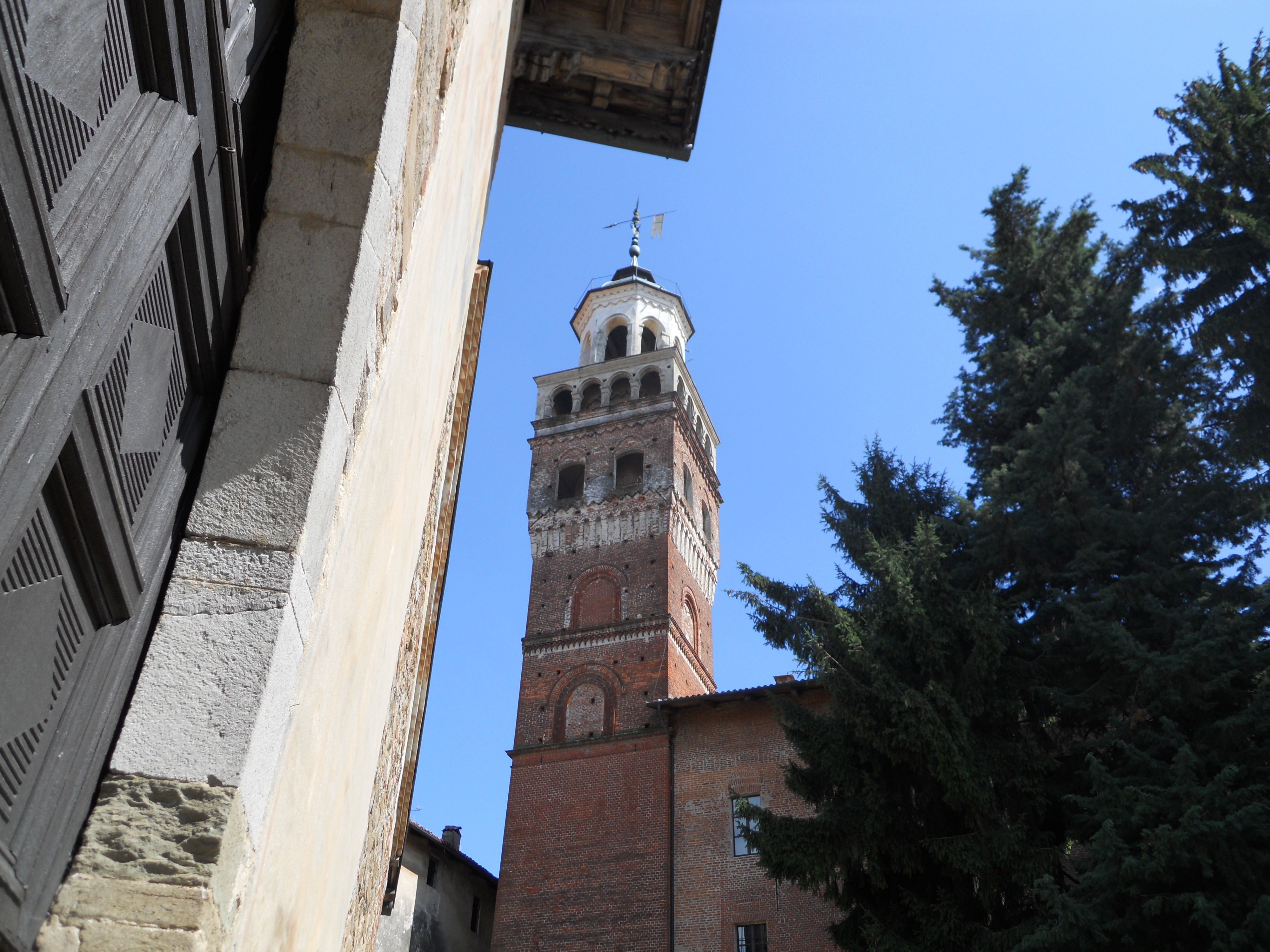
Veduta della Torre Civica

Inglobata nella massiccia mole del Palazzo Comunale, è il simbolo del rinnovamento epocale che vide Saluzzo divenire una piccola ma ambiziosa capitale rinascimentale.
Edificata intorno al 1460, è alta 48 metri, con una sommità ottagonale scandita da archi a tutto sesto, sormontata da una cupola aggiunta nel 1556. Ospita la storica campana che per secoli ha scandito la vita della città.
Oggetto di un restauro già nel corso dell'Ottocento, nel 1993 un importante recupero conservativo ha permesso di tornare a salire i 130 gradini per raggiungere la sommità, da dove si può godere un ampio panorama sul borgo antico, sulla campagna circostante e sulla catena delle Alpi Occidentali.

#### Casa Cavassa

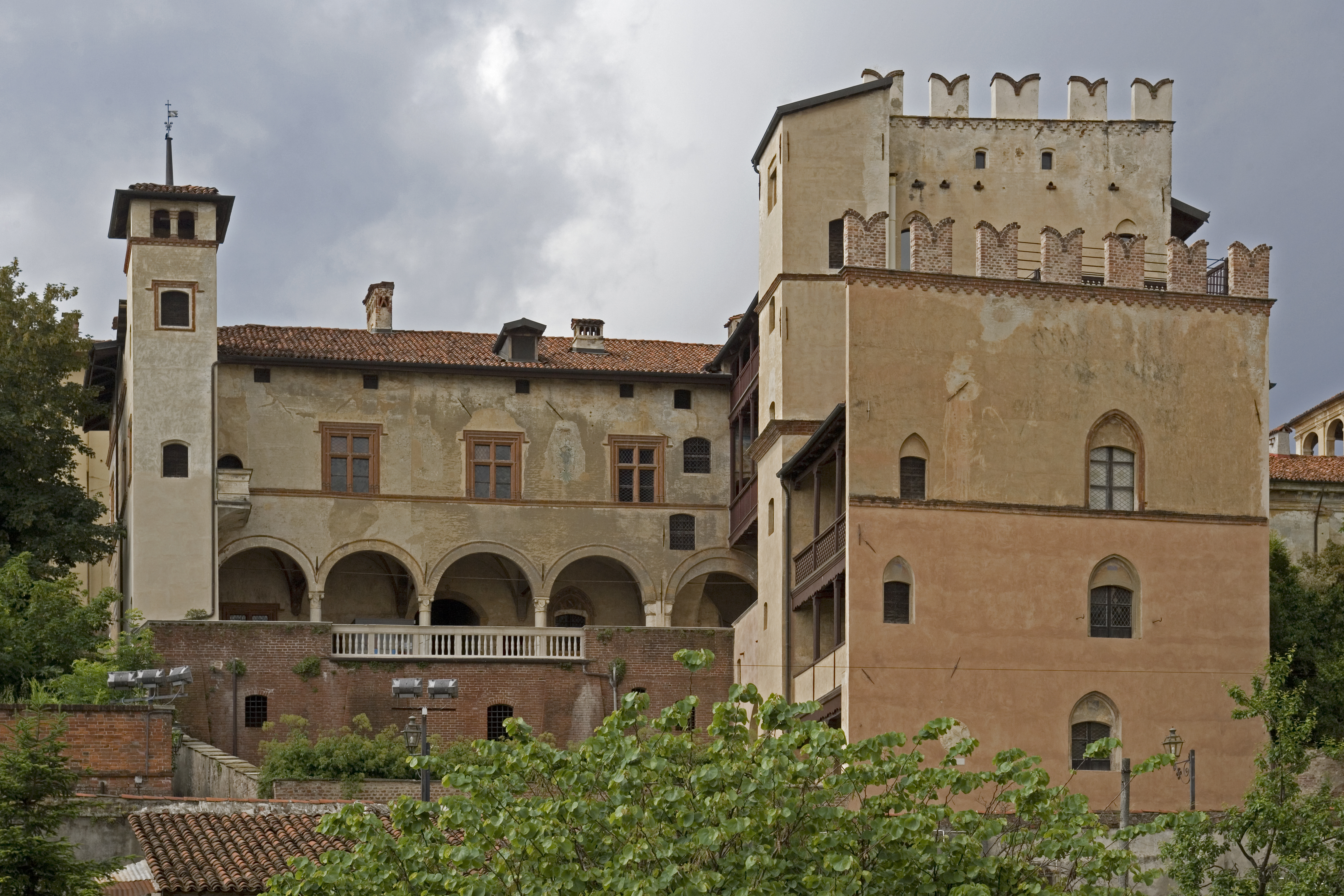
Casa Cavassa

Casa Cavassa è un significativo esempio di dimora signorile rinascimentale. Risalente al XV secolo, fu residenza dei Marchesi di Saluzzo fino al 1464 quando il marchese Ludovico II lo dona al Vicario Generale Galeazzo Cavassa, esponente di una nobile famiglia di Carmagnola.
La facciata presenta cornici in cotto e affreschi arricchiti da decorazioni bugnate. Il ricco portale in marmo bianco con tarsie di marmi policromi incornicia un portone in legno finemente scolpito, mentre il cortile interno riporta un ciclo di affreschi à grisaille. Degna di nota è la pala della Madonna della Misericordia ad opera di Hans Clemer.
Nell'Ottocento viene acquistata dal marchese Emanuele Tapparelli d'Azeglio che si occupa del restauro e la lascia in dono alla città.
Attualmente l'interno dell'edificio ospita la sede del museo civico e raccoglie un'apprezzabile collezione di arredi d'epoca, nonché molti reperti archeologici e cimeli di Silvio Pellico, distribuiti in una quindicina di sale.
Casa Cavassa è inserita nel sistema storico-museale dei "Castelli Aperti" del Basso Piemonte.

### Villa Belvedere
Posta sulla collina, in direzione di Manta, risale al XIV secolo ed è nota anche come villa Radicati. Rappresenta un esempio di dimora rinascimentale nata con funzione di avamposto grazie alla favorevole ubicazione sulla collina.
Nel corso del XV secolo i Marchesi la utilizzarono come casino di caccia ma, alcuni decenni dopo, il marchese Ludovico II la trasforma in residenza nobiliare, per fuggire dall'austerità e dalle scomodità della vicina Castiglia.
La villa diviene poi residenza della reggente marchesa di Foix che vi si stabilì definitivamente dopo la morte del marito Ludovico II. Estintasi la dinastia marchionale, nella metà del XVI secolo diviene residenza del governatore Ludovico Birago a cui si deve l'aspetto attuale.
All'inizio del Settecento viene acquistata dalla nobile famiglia Radicati di Marmorito che la conservano pressoché inalterata fino al 1977 anno in cui, per volontà testamentaria, viene donata al comune di Saluzzo.
La villa ha una pianta a croce e si sviluppa su tre piani, coronati da una piccola loggia con decori e beccatelli sui quattro angoli. L'interno dispone di ampi saloni con volte a vela, grandi camini e ali porticate. Di particolare pregio sono gli affreschi raffiguranti allegorie, grottesche e scene di guerra.
Dall'ampio parco di impostazione romantica si gode un vasto panorama e si può notare anche il particolare pozzo ricoperto da maioliche colorate.
Villa Belvedere è inserita nel sistema storico-museale dei "Castelli Aperti" del Basso Piemonte.

## Società

### Evoluzione demografica
Abitanti censiti

### Etnie e minoranze straniere
Al 31 dicembre 2022 la popolazione straniera è di 2337, pari al 13,58% della popolazione.

### La comunità ebraica
Saluzzo fu sede, fino alla seconda guerra mondiale, di una fiorente comunità ebraica. A testimonianza della sua storia rimangono la sinagoga ottocentesca, con i suoi arredi originari e il cimitero di via Lagnasco. Il colpo mortale fu inferto però dalle persecuzioni razziali durante la seconda guerra mondiale quando 29 ebrei di Saluzzo (ovvero i due terzi dell'intera comunità) furono deportati e trucidati.

## Cultura
Dal 2021 si svolge la "Festa del libro medievale e antico di Saluzzo", manifestazione dedicata alla cultura e storia medievale, in collaborazione con il salone del Libro di Torino.

### Stampa
Le principali testate giornalistiche locali sono:
Settimanali
- Corriere di Saluzzo
- La Gazzetta di Saluzzo
- La Pagina (non più in attività)
- Saluzzo Oggi

Mensili
- La Strada (non più in attività)

### Cucina
Uno dei piatti tradizionali del comune cuneese è una zuppa di erbette a base di foglie di girasole, luppoli, cicuta, foglie di malva, violette, foglie di ortica, primule, costine, sedano, patate, cipolle e un tuorlo d'uovo crudo aggiunto all'ultimo momento.

## Geografia antropica

### Frazioni

#### Cervignasco
Cervignasco è una frazione di Saluzzo. La frazione, nota soprattutto per la valorizzazione e l'allevamento della gallina bianca di Saluzzo, è la più grande del comune, un tempo anche servita da una scuola elementare.

#### Castellar
Comune autonomo fino al 31 dicembre 2018, Castellar è stato incorporato a seguito del referendum del 15 luglio 2018.

## Economia

### Artigianato
Per quanto riguarda l'artigianato, importante è la lavorazione locale del legno, finalizzata soprattutto alla produzione di mobili, tra i quali si distingue il tipo saluzzese, caratterizzato da uno stile composito.

### Industria
Nel territorio è presente la Sedamyl, azienda leader nella produzione di amidi, dolcificanti, proteine e alcol.
È presente la centrale idroelettrica di Santa Caterina.

## Infrastrutture e trasporti

### Ferrovie
La stazione di Saluzzo è posta lungo la Ferrovia Savigliano-Saluzzo-Cuneo, inaugurata nel 1857 e prolungata da Saluzzo a Cuneo nel 1892.
La linea ferroviaria è attiva ed è operata con treni di Arenaways
Fra il 1884 e il 1986 la stazione fungeva altresì da capolinea della Ferrovia Airasca-Saluzzo.

### Tranvie
Tra il 1880 e il 1950 Saluzzo fu il centro di una vasta rete di tranvie interurbane, che comprendeva le linee per:
- Torino (1882-1950)
- Cuneo (1880-1948)
- Revello e Paesana (1881-1935)
- Cavour e Pinerolo (1882-1935)

### Mobilità urbana
I trasporti urbani e interurbani di Saluzzo vengono svolti principalmente con autoservizi di linea gestiti da Bus Company articolati su due linee urbane, una attiva tutto l'anno, e l'altra solo nel periodo scolastico. La città è anche servita nei collegamenti con i comuni limitrofi e Torino dalle società Allasia di Savigliano, e Sav di Villafalletto.
Il tratto della S.P. 662 (Roreto - Saluzzo) che va da Savigliano a Saluzzo, di 16,2 km, completamente pianeggiante, contiene un rettilineo che, con i suoi 13,8 km, è uno dei più lunghi d'Italia su strada extraurbana, non considerando quelli autostradali né quelli ferroviari.

## Amministrazione
Di seguito è presentata una tabella relativa alle amministrazioni che si sono succedute in questo comune.
| Periodo          | Periodo         | Primo cittadino  | Partito                       | Carica  | Note   |
| ---------------- | --------------- | ---------------- | ----------------------------- | ------- | ------ |
| 11 marzo 1988    | 13 luglio 1990  | Marco Piccat     | Democrazia Cristiana          | Sindaco | [ 26 ] |
| 13 luglio 1990   | 27 gennaio 1993 | Marco Piccat     | Democrazia Cristiana          | Sindaco | [ 26 ] |
| 25 febbraio 1993 | 4 novembre 1993 | Enrico Cornaglia | Democrazia Cristiana          | Sindaco | [ 26 ] |
| 10 dicembre 1993 | 24 aprile 1995  | Roberto Reali    | Partito Repubblicano Italiano | Sindaco | [ 26 ] |
| 8 maggio 1995    | 28 giugno 1999  | Giovanni Greco   | popolari-civica               | Sindaco | [ 26 ] |
| 28 giugno 1999   | 28 giugno 2004  | Stefano Quaglia  | centro                        | Sindaco | [ 26 ] |
| 28 giugno 2004   | 22 giugno 2009  | Paolo Allemano   | centro-sinistra               | Sindaco | [ 26 ] |
| 23 giugno 2009   | 27 maggio 2014  | Paolo Allemano   | centro-sinistra               | Sindaco | [ 26 ] |
| 27 maggio 2014   | in carica       | Mauro Calderoni  | centro-sinistra               | Sindaco | [ 26 ] |

### Gemellaggi
- Łowicz[senza fonte]
- Silvio Pellico[senza fonte]

## Sport

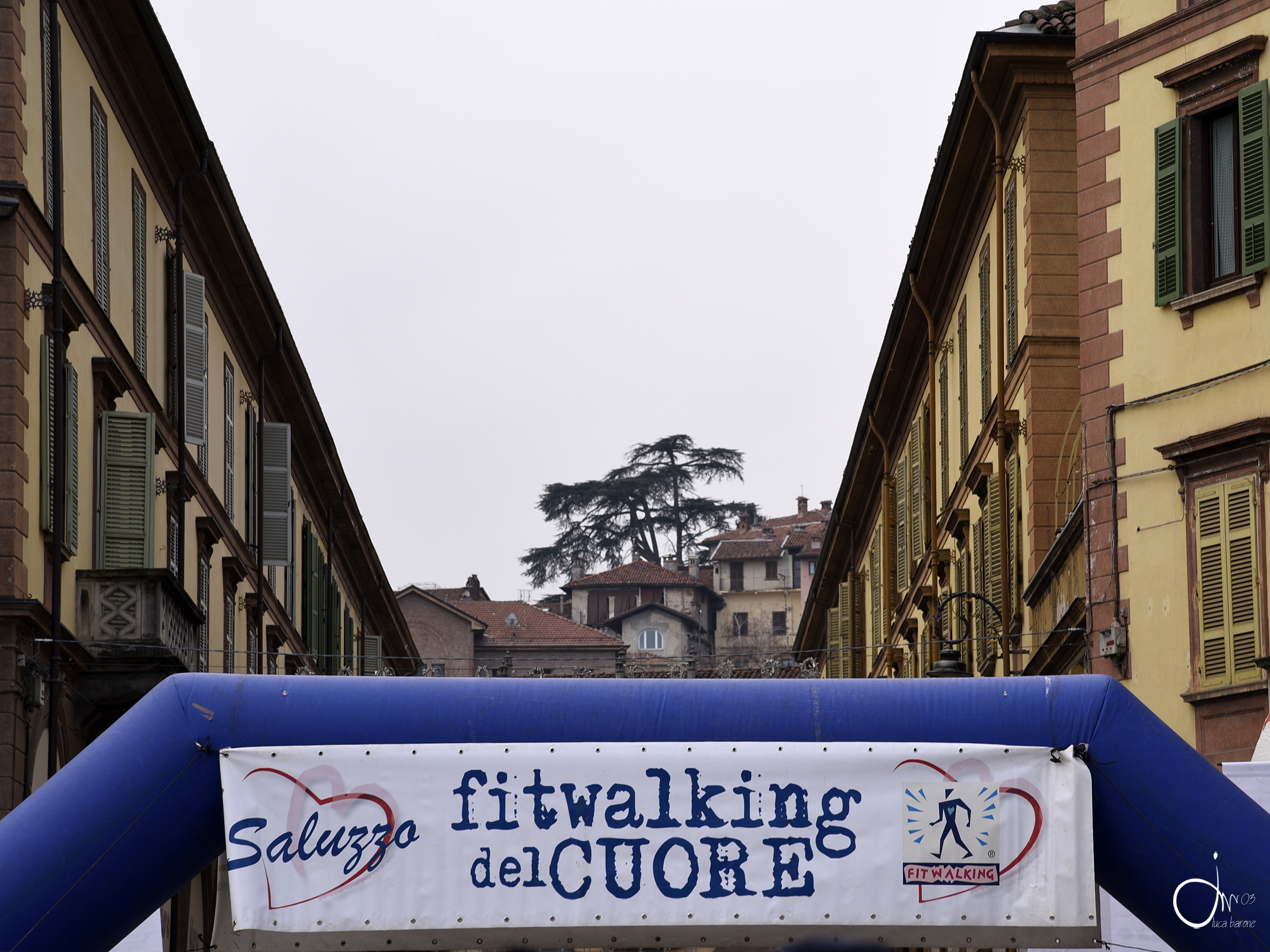
Fitwalking del cuore, gennaio 2017

### Calcio
Ha sede nel comune l'Associazione Calcio Sportiva Dilettantistica Saluzzo: fondata nel 1901, che vanta quale maggior successo alcune partecipazioni alla Serie C. Altra compagine calcistica cittadina è la A.S. Olimpic Saluzzo 1957, mai spintasi oltre le divisioni dilettantistiche regionali.
A Saluzzo è inoltre presente la squadra di calcio femminile SC Musiello 1990 che disputa il campionato di Serie B dalla stagione 2014/15.

### Basket
La principale compagine cittadina è la CR Saluzzo che milita nella Serie D regionale.

### Rugby
Nel rugby Saluzzo è rappresentata dalla A.S.D. Saluzzo Verzuolo Rugby, fondata nel 2010, disputa le gare interne presso il campo comunale di Verzuolo. Milita in serie C.

### Pallavolo
La squadra di pallavolo femminile è l'A.S.D.Volley Saluzzo.

### Atletica leggera
Dal 2002 ha sede in città la scuola mondiale di marcia, creata dai fratelli Damilano in collaborazione col comune e la Federazione Italiana di Atletica Leggera. Presso questo centro sportivo si preparano per le competizioni atleti italiani e stranieri di fama internazionale.

### Fitwalking
Ogni anno a metà gennaio si svolge la passeggiata non competitiva di fitwalking.

### Simboli

Stemma di Saluzzo

Lo stemma e il gonfalone sono stati riconosciuti con decreto del capo del governo del 9 marzo 1935.
Lo stemma della Città di Saluzzo è costituito da uno scudo ovale diviso orizzontalmente a metà con la parte superiore di colore azzurro e la parte inferiore di colore argento. Al di sopra del tutto è presente una lettera S costituita da due delfini che mordono un pomo. Lo scudo è timbrato da una corona marchionale, circondato da un ramo di olivo e da uno di palma decussati.
Il gonfalone è un drappo troncato d'azzurro e di bianco, riccamente ornato di ricami d'oro.